# Rockbjörnen
Rockbjörnen – qui signifie, en suédois, l'« ours de pierre » –  est un prix musical suédois, divisé en plusieurs catégories et attribué chaque année par le journal Aftonbladet. Le prix a été créé en 1979, et concerne principalement la pop et le rock.
En 2010, Rockbjörnen fut transformé afin de se concentrer davantage sur des performances en direct. Cette initiative fut applaudie par les artistes et l'industrie musicale. De même, la période de sélection des vainqueurs a été étendue de 1 à 3 mois (chaque été).